# Rétonval
Rétonval település Franciaországban, Seine-Maritime megyében. Lakosainak száma 174 fő (2022. január 1.). Rétonval Aubermesnil-aux-Érables, Le Caule-Sainte-Beuve, Saint-Léger-aux-Bois és Villers-sous-Foucarmont községekkel határos.

## Népesség
A település népessége az elmúlt években az alábbi módon változott:
| Lakosok száma | 197  | 197  | 200  | 195  | 190  | 184  | 179  | 177  | 174  |
|               | 2013 | 2015 | 2016 | 2017 | 2018 | 2019 | 2020 | 2021 | 2022 |